# Tarot
Tarot — фінський музичний гурт, що виконує хеві-метал, павер-метал. Найбільш відомий своєю піснею «Wings of Darkness» із альбому 1986 року Spell of Iron. Гурт отримав визнання тоді, коли вокаліст та бас-гітарист гурту Марко Хієтала приєднався до гурту Nightwish.

## Історія

### 1985—2003
Гурт був організований братами Хієтала на початку 80-х. В ті часи група мала назву Purgatory (в перекладі з англ. чистилище). Але як тільки справа дійшла до запису пісень, керівництво лейблу забажало зміни назви групи на іншу. З тих часів вона стала називатися Tarot (в перекладі з англ. таро). Тодішній склад був наступний — Марко Хієтала (бас-гітара/вокал), Сакарі Хієтала (ритм-гітара), Мако Х. (соло-гітара), Пеку Кіннарі (барабани).
Сингл Wings of Darkness вийшов в 1986 році, в цьому ж році група випустила перший повноформатний альбом, Spell of Iron. Наступний альбом, Follow Me Into Madness, вийшов через два роки, в 1988 році.
Після другого альбому творча діяльні колективу призупинилась, за цей час склад учасників гурту дещо змінився, місце другого гітариста (Мако Х.) зайняв клавішник Янне Тольса. Через п'ять років вийшов третій альбом, To Live Forever, який був повністю записаний в 1993 році. Диски Tarot добре продавались в Японії, тому їхній перший живий альбом вийшов в 1994 році лише там. Концерт записували в клубі «Tavastia», в Гельсінкі. Тим не менш, деякі пісні із живого альбому все ж вийшли в наступному році в нечисленному виданні разом із наступним студійним альбомом, Stigmata.
Наступний студійний альбом після чергового творчого простою групи вийшов в 1998 році — For The Glory of Nothing. В цьому ж році, в Японії, вийшла збірка Shining Black. Поки гурт не виступав, Марко грав в Conquest і Sinergy. Також він брав участь в концертах з іншими учасниками Conquest як кавер-група Metal Gods. У 2002 році Марко приєднався на запрошення Туомаса Холопайнена (лідер гурту, клавішник і композитор Nightwish)до його гурту як постійний бас-гітарист. Деякі учасники Tarot також брали участь у паралельних проектах. Янне Тольса грав на клавішних для альбому Secret Visions гурту Virtuocity, а Марко заспівав для нього декілька пісень. В кінці літа 2002 року Tarot провели спеціальний концерт в Куопіо, в якому виконували пісні тільки із перших двох студійних альбомів — Spell of Iron (1986) і Follow Me into Madness (1988).
У 2003 році збірка Shining Black була випущена і в інших країнах. Одночасно Tarot підписали контракт із новим лейблом Spinefarm Records і випустили новий студійний альбом, Suffer Our Pleasures. Альбом добре продавався у Фінляндії, та цього не можна було сказати щодо інших країн.

### 2003—2006
В цей час Марко був зайнятий роботою в Nightwish. Янне випустив альбом з Eternal Tears of Sorrow і багато концертів з індастріал-метал гуртом Turmion Kätilöt.
На початку весни 2006 року звукозаписуюча компанія Bluelight Records випустила колекцію із перших шести альбомів гурту із великою кількістю бонусного матеріалу: невипущених демо, концертних і спеціальних версій деяких пісень і декілька каверів.
Фанати Tarot роками чекали перевипуску і колекція була настільки вдалою, що коли в травні 2006 року Tarot випустили новий сингл, You, він вийшов на першу стрічку фінських чартів, в перший раз за весь час існування групи, що свідчило про велику популярність на своїй батьківщині.
В той же час бек-вокаліст Томі Сальмела стає повноправним учасником Tarot, більше як через 10 років роботи з гуртом.
Tarot знову змінили лейбл і тепер працюють з KingFoo Entertainment у Фінляндії і з Nuclear Blast в Європі.
Літо 2006 року для гурту вийшло дуже насиченим, оскільки Tarot давали багато концертів в різних клубах і фестивалях протягом всього літнього періоду. Між тим Tarot зуміли записати демо і новий матеріал.
Новий альбом, названий Crows Fly Black — «найготичніший» альбом, який Tarot записали коли-небудь, вийшов в 2006 році.
11 червня 2008 року Tarot випустив їх перший живий DVD, Undead Indeed. DVD також мав колегу в аудіо-альбомі. Група планує зробити короткий тур на підтримку Undead Indeed, початок запланований на 30 січня 2009 року.

## Склад

### Нинішній склад
- Марко Хієтала — вокал, бас-гітара, акустична гітара
- Сакарі Хієтала — гітара
- Янне Тольса  — синтезатор
- Пеку Кіннарі — барабани
- Томі Сальмела — вокал, семплер

### Колишні учасники
- Мако Х. — гітара

## Дискографія

### Альбоми
- Spell of Iron (1986)
- Follow Me into Madness (1988)
- To Live Forever (1993)
- To Live Again (Live; 1994)
- Stigmata (1995)
- For the Glory of Nothing (1998)
- Suffer Our Pleasures (2003)
- Crows Fly Black (2006)
- Undead Indeed (Live 2CD; 2008)

### СинглиіEP
- Wings of Darkness (1986)
- Love's Not Made For My Kind (1986)
- Rose on the Grave (1988)
- Angels of Pain (1995)
- As One (1995)
- Warhead (1997)
- The Punishment (1998)
- Undead Son (2003)
- You (2006)

### Збірки
- Shining Black (1999)
- Metallic Emotions (2007)

### DVD
- Undead Indeed (2008)

## Дивись також
- Sturm und drang

| Валторна | Це незавершена стаття про музичний колектив. Ви можете допомогти проєкту, виправивши або дописавши її. |